# Nacionalidad austríaca

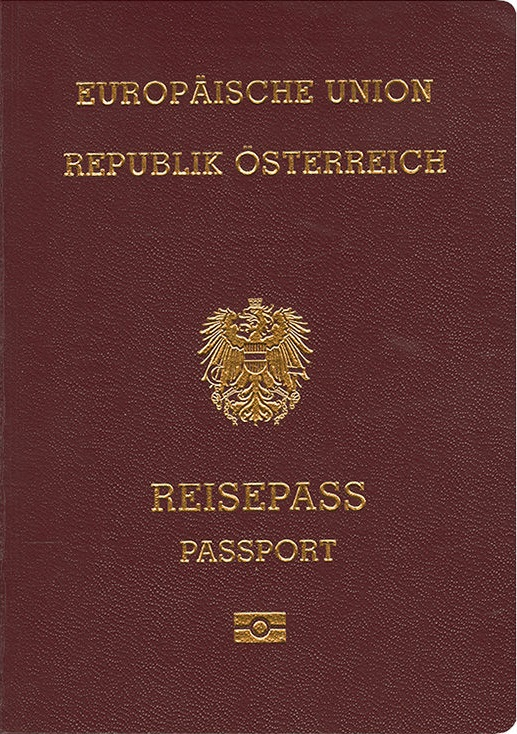
Pasaporte biométrico austríaco

La nacionalidad o ciudadanía austríaca o austriaca es el vínculo jurídico que liga a una persona física con la República de Austria y que le atribuye la condición de ciudadano. La ley de esta nacionalidad se basa en el concepto jurídico de ius sanguinis (derecho de sangre). En otras palabras, generalmente se adquiere la nacionalidad austríaca por ser hijo de al menos un ciudadano austríaco, independientemente del lugar de nacimiento. Todos los ciudadanos austríacos son automáticamente ciudadanos de la Unión Europea.

## Historia
Entre 1812 y 1918, la ciudadanía en el Imperio austríaco (después de 1867, el Imperio austrohúngaro) fue regulada por el Allgemeines bürgerliches Gesetzbuch (ABGB). El sistema de Heimatrecht se introdujo en 1859, definiendo la ciudadanía a nivel municipal: el Heimatrecht en un municipio determinado, garantizaba el derecho de residencia en el mismo y el apoyo social para las personas indigentes. El sufragio (elección del Consejo Imperial) para todos los ciudadanos varones con Heimatrecht se introdujo en 1906. A partir de 1863, los municipios se vieron obligados a mantener un registro (Heimatrolle) de todos los ciudadanos. La mayoría de ellos estarían registrados como miembros de una parroquia de la Iglesia católica (Pfarrmatrikel); mientras que para los no católicos, se introdujo un registro separado (Zivilmatrikel) en 1870. La ciudadanía se otorgaba por ascendencia, matrimonio o naturalización (después de diez años de residencia o asumiendo un cargo público). La misma también podría revocarse en caso de una ausencia de más de dos años. Por un principio de subsidiariedad, la ciudadanía en un municipio implicaba la ciudadanía del territorio de la Corona en el que se encontraba ese municipio. La ciudadanía austríaca general (allgemeines österreichisches Staatsbürgerrecht) para todos los de las tierras de la Corona cisleitiana, representadas en el Consejo Imperial, se introdujo en 1867, con una ciudadanía húngara separada, reconocida por las tierras de la Corona húngara.
La Primera República de Austria reconoció a todos los ciudadanos de la Austria Alemana como ciudadanos austríacos, a partir del 13 de diciembre de 1918. También se reconoció como ciudadanas a todas las personas con residencia permanente en el territorio de la Austria Alemana desde al menos 1914. A los individuos que residían en un municipio de los territorios perdidos (con la excepción de Galitzia, Dalmacia e Istria), que estaban fuera de la Austria Alemana, se les dio el derecho de declararse germanoaustríacos y así recibir la ciudadanía. La nueva constitución de 1920 introdujo el sistema de estados (Bundesländer). La ley de nacionalidad ahora se manejaba a nivel estatal (Landesbürgerschaft), aun vinculada a la ciudadanía municipal (Heimatrecht) a través del principio de subsidiariedad. Una nueva ley de nacionalidad aprobada en 1925, permitió la naturalización después de un período de residencia permanente de al menos cuatro años. Además, los docentes de una universidad nacional recibían automáticamente la ciudadanía, y las mujeres casadas obtenían automáticamente la nacionalidad de su cónyuge.
Entre el 13 de marzo de 1938 y el 27 de abril de 1945, Austria formó parte de la Alemania nazi (véase Anschluss) y, a partir del 3 de julio de 1938, se aplicó la ley de nacionalidad alemana. En 1945, tras la derrota del nazismo, Austria se restableció y le otorgó la ciudadanía a todas las personas que hubieran sido austríacas en esa fecha si la ley de nacionalidad austríaca anterior a 1938 hubiera permanecido en vigor y sin interrupción. Todos los austríacos que habían tenido la nacionalidad alemana la perdieron.
En 1955, Austria volvió a convertirse en un Estado independiente, y la ley de nacionalidad actual se aprobó originalmente en 1965, siendo renovada en 1985 para reflejar la igualdad de género, introduciendo una simetría perfecta para la adquisición de la nacionalidad a través del matrimonio por cualquiera de las partes. La ley ha sido actualizada varias veces: en 1986, 1988, 1993, 1994, 1997, 1998, 2006 y 2013.

## Adquisición

### Por nacimiento en Austria
El nacimiento en Austria no confiere en sí mismo la ciudadanía austríaca. Sin embargo, puede conducir a una reducción del período de residencia legal requerido para la naturalización. Se supone legalmente, hasta que se demuestre lo contrario, que los niños abandonados menores de seis meses, encontrados en territorio de la República de Austria, tienen ciudadanía austríaca.

### Por ascendencia
Desde el 1 de septiembre de 1983, los niños nacidos bajo matrimonio adquieren automáticamente la nacionalidad austríaca al nacer si al menos uno de sus padres es ciudadano austríaco en ese momento. Los nacidos dentro de un matrimonio antes de esa fecha, solo podían obtener la ciudadanía si su padre era austríaco. Por lo tanto, los niños nacidos de una madre austríaca casada con un padre extranjero no calificaban para obtener la ciudadanía. Sin embargo, un hijo legítimo —o legitimado— de un padre extranjero, nacido antes del 1 de septiembre de 1983, ahora puede adquirir la nacionalidad austríaca al notificar su deseo de «convertirse en un ciudadano leal de la República» si:
- Al 1 de septiembre de 1983, no estaba casado y aun no había cumplido los 19 años;
- Nunca había sido nacional austríaco o perdió la nacionalidad austríaca por legitimación; y
- Su madre era ciudadana austríaca cuando este nació.

Los niños nacidos fuera del matrimonio, obtienen la nacionalidad al nacer si en ese momento su madre es ciudadana austríaca. Los hijos ilegítimos de padre austríaco y madre extranjera, nacidos a partir del 1 de agosto de 2013, pueden obtener la nacionalidad austríaca si en las primeras ocho semanas desde su nacimiento (o antes del mismo), su padre reconoce la paternidad, o bien la misma es determinada judicialmente dentro del mismo plazo.
Si un hijo extramatrimonial no adquirió la nacionalidad de conformidad con lo descrito en el párrafo anterior, se convertirá en ciudadano austríaco (siempre y cuando sea menor de 18 años y soltero) cuando:
- Sus padres se casen entre sí; o
- En el momento de la declaración de legitimidad si en ese instante su padre posee la nacionalidad austríaca (o si falleció previamente y era ciudadano austríaco el día de su muerte).

Si el niño ya ha alcanzado la edad de 14 años, él y su representante legal deben dar su consentimiento para la adquisición de la ciudadanía dentro de los tres años posteriores al matrimonio de los padres del niño o a la declaración de legitimidad.

### Por adopción
Un niño menor de 14 años residente en Austria, que fue adoptado por al menos un ciudadano austríaco, obtiene la nacionalidad mediante un procedimiento altamente simplificado de otorgamiento.

### Por naturalización
Austria posee una de las leyes de ciudadanía más estrictas de toda Europa. Los requisitos generales para solicitar la nacionalidad por naturalización son los siguientes:
- Haber residido en Austria de forma legal y continua durante al menos diez años, incluyendo un mínimo de cinco años con permiso de residencia. Sin embargo, en ciertos casos es posible solicitar la ciudadanía antes de este tiempo.
- Carecer de antecedentes penales (condenas o procedimientos penales pendientes —tanto en Austria como en el extranjero—, o infracciones administrativas graves).
- Las relaciones internacionales de la República de Austria no deben verse afectadas significativamente por la concesión de la ciudadanía al solicitante.
- No tener relaciones con otros países de tal naturaleza que la concesión de la nacionalidad sería perjudicial para los intereses de la República de Austria.
- Según su comportamiento previo, el solicitante tiene una actitud positiva hacia la República de Austria y no representa una amenaza para la paz, orden y seguridad públicos.
- Tener una fuente de ingresos segura, a menos que el solicitante no pueda cumplir con esto por razones por las cuales no es responsable (por ejemplo, debido a una discapacidad o enfermedad grave permanente).
- No tener prohibición de residencia ni ningún procedimiento pendiente para revocar el permiso de residencia en Austria, otro Estado miembro del Espacio Económico Europeo o Suiza, así como ninguna orden de expulsión emitida en los últimos dieciocho meses.
- No tener relación cercana con un grupo extremista o terrorista.
- Renunciar a la ciudadanía extranjera (a menos que esto sea imposible o irrazonable).
- Demostrar conocimiento del idioma alemán.[nota 3]
- Demostrar un conocimiento básico del sistema democrático y los principios fundamentales derivados del mismo, así como también de la historia de Austria y del estado federado en el que reside el solicitante, a través de un examen de naturalización.[nota 3]

#### Naturalización simplificada
Algunas personas pueden obtener la ciudadanía bajo condiciones más leves que aquellas que están previstas en la naturalización regular. Por ejemplo, el requisito de residencia puede reducirse o no aplicarse en los siguientes casos:
- Cónyuges o parejas registradas de ciudadanos austríacos (reducido a seis años).[nota 4][nota 5] La pareja debe estar casada o en unión registrada desde hace al menos cinco años y convivir en la misma casa.[6][12] Esta es hasta ahora la ley más restrictiva de todos los países miembros de la Unión Europea sobre los cónyuges extranjeros que obtienen la ciudadanía de un Estado miembro.
- Ciudadanos de otros países del Espacio Económico Europeo (reducido a seis años).[6][12]
- Nacidos en Austria (reducido a seis años).[6][12][nota 6]
- Personas con conocimiento del idioma alemán en el nivel B2 del MCER o con prueba de integración personal sostenible (reducido a seis años).[6][12]
- Personas cuya adquisición de la ciudadanía es de interés para la República de Austria, debido a logros extraordinarios —ya realizados o esperados— en el ámbito científico, económico, artístico o deportivo (no se aplica el requisito de residencia, entre otros).[13]
- Exciudadanos austríacos (no se aplica el requisito de residencia), en los siguientes casos:

1. Si perdieron su ciudadanía, por ejemplo, al convertirse voluntariamente en ciudadanos de otro país. Pueden volver a adquirirla si residen en Austria y la misma fue poseída por al menos diez años ininterrumpidos antes de que la perdieran.[14]
2. Un individuo que perdió la nacionalidad austríaca cuando era niño (que no sea por privación), puede volver a adquirirla mediante una declaración dentro de los dos años después de cumplir los 18 años.[6]
3. Las personas que perdieron su nacionalidad por casarse con un ciudadano extranjero, pueden volver a adquirirla si el matrimonio se terminó por la muerte de este último o por otro motivo, siempre y cuando se presente la solicitud dentro de los cinco años posteriores a la disolución del mismo.[6]

También se le suele conceder la ciudadanía (sin tiempo de espera) a los hijos menores de edad y solteros de una persona a la que se le otorgó la nacionalidad austríaca.
La naturalización simplificada también incluye los siguientes grupos de personas:

##### Personas con derecho de asilo
En septiembre de 2018, el requisito de residencia para las personas con derecho de asilo fue extendido de seis a diez años. Esta modificación fue criticada por el Alto Comisionado de las Naciones Unidas para los Refugiados (ACNUR) y por organizaciones no gubernamentales.

##### Residentes de larga data
Una persona que ha vivido en Austria durante al menos treinta años, o quince años en casos de integración personal y ocupacional sostenible, tiene derecho a obtener la ciudadanía.

##### Apátridas nacidos en Austria
Una persona nacida en Austria que ha permanecido siendo apátrida desde su nacimiento, puede obtener la ciudadanía dentro de los dos años después de cumplir los 18 años de edad si ha vivido en Austria durante al menos diez años, incluidos cinco años continuos antes de la solicitud.

##### Sobrevivientes del Holocausto y sus descendientes
El 19 de septiembre de 2019, el Parlamento de Austria aprobó una enmienda a la ley de nacionalidad, con el fin de facilitar la adquisición de la ciudadanía a los sobrevivientes del Holocausto y sus descendientes. La misma entró en vigor el 1 de septiembre de 2020.
Las siguientes personas serán elegibles para obtener la nacionalidad austríaca por esta vía:
- Ciudadanos austríacos[nota 9] e individuos que fueron ciudadanos de los Estados sucesores de la antigua Monarquía austrohúngara o apátridas —pero que tenían su residencia en territorio austríaco—, que se vieron obligados a abandonar Austria antes del 15 de mayo de 1955 porque fueron perseguidos —o tuvieron motivos para temer tal persecución—[18] por el régimen nazi, o porque sufrieron debido a su lealtad a una Austria democrática.[18]
- Descendientes de estas personas hasta la tercera generación (hijos, nietos y bisnietos),[19] incluidos los niños que fueron adoptados siendo menores de edad.

Las personas elegibles podrán adquirir —o recuperar, en el caso de los sobrevivientes que fueron ciudadanos austríacos en el pasado— la ciudadanía mediante una declaración, y no se les exigirá que vivan en Austria o que renuncien a su nacionalidad actual. Los descendientes de segunda y tercera generación, pueden transmitir su ciudadanía austríaca recién adquirida a sus hijos menores de edad. Cabe aclarar que la ley será aplicada tanto a los judíos como a los no judíos. Según la ley austríaca, se entiende por «sobrevivientes del Holocausto» a todas las víctimas de la persecución nazi (sobrevivientes de los campos de concentración, aquellos que se escondieron durante la guerra o huyeron de los nazis, etcétera).
Las principales diferencias entre la ley anterior y la que rige desde el 1 de septiembre de 2020, son las siguientes:
- Con la ley anterior, las víctimas solo podían recuperar la ciudadanía si huyeron de Austria antes del 9 de mayo de 1945. Con la actual ley, este período fue extendido hasta el 15 de mayo de 1955. Esto significa que los sobrevivientes de los campos de concentración, así como aquellos que sobrevivieron a la persecución nazi escondidos y dejaron Austria más tarde —hasta el 15 de mayo de 1955—, ahora también serán elegibles para obtener la ciudadanía si fueron ciudadanos o residentes de Austria (es decir, apátridas o ciudadanos de los países sucesores de la antigua Monarquía austrohúngara) antes de que el régimen nazi llegara al poder. Los descendientes de estas personas también tendrán derecho a solicitar la ciudadanía.
- Los hijos de madres austríacas nacidos antes del 1 de septiembre de 1983, han sido excluidos de la obtención de la ciudadanía. Con la ley actual, habrá igualdad de derechos para todos los hijos de sobrevivientes del Holocausto austríaco: la ciudadanía se otorgará por igual a todos los descendientes, independientemente de si el antepasado perseguido por los nazis —siendo ciudadano o residente de Austria— fue hombre o mujer.
- Como se mencionó anteriormente, la ley vigente también le concederá la ciudadanía austríaca a los ciudadanos de países sucesores del antiguo Imperio austrohúngaro que fueron perseguidos por el régimen nazi, siempre que vivieran en Austria en ese momento. Los descendientes de estas personas también tendrán derecho a solicitar la ciudadanía austríaca.

##### Individuos tratados erróneamente como ciudadanos austríacos
Un extranjero puede solicitar la ciudadanía si notifica por escrito que ha sido tratado erróneamente como nacional por una autoridad austríaca durante, al menos, los últimos quince años, y no es responsable de esto.

##### Profesores universitarios (abolido)
Debido al hecho de que el nombramiento como profesor universitario en una universidad o escuela de arte austríaca también implicaba convertirse en funcionario —hasta el 31 de agosto de 2001—, los ciudadanos extranjeros recibían automáticamente la ciudadanía austríaca cuando asumían el cargo. En este caso especial de naturalización, se permitió la doble ciudadanía. Además, los cónyuges e hijos solteros menores de edad de estas personas, también podían acceder a la ciudadanía a través de una declaración.
La entrada de Austria a la Unión Europea en 1995, significó que los ciudadanos de otros países miembros ahora disfrutaban de los mismos derechos de acceso al empleo que los austríacos, como consecuencia de una integración europea más amplia. A causa de esto, el otorgamiento automático de la ciudadanía a los profesores era válido solo para ciudadanos de países no pertenecientes a la Unión Europea. Sin embargo, desde el 1 de septiembre de 2001, los puestos para profesores universitarios se anuncian exclusivamente como empleos del sector privado. En consecuencia, la disposición de conferir automáticamente la ciudadanía a los profesores universitarios extranjeros quedó obsoleta, y finalmente fue derogada por un cambio de ley en 2008.

## Ceremonia de ciudadanía y juramento de lealtad

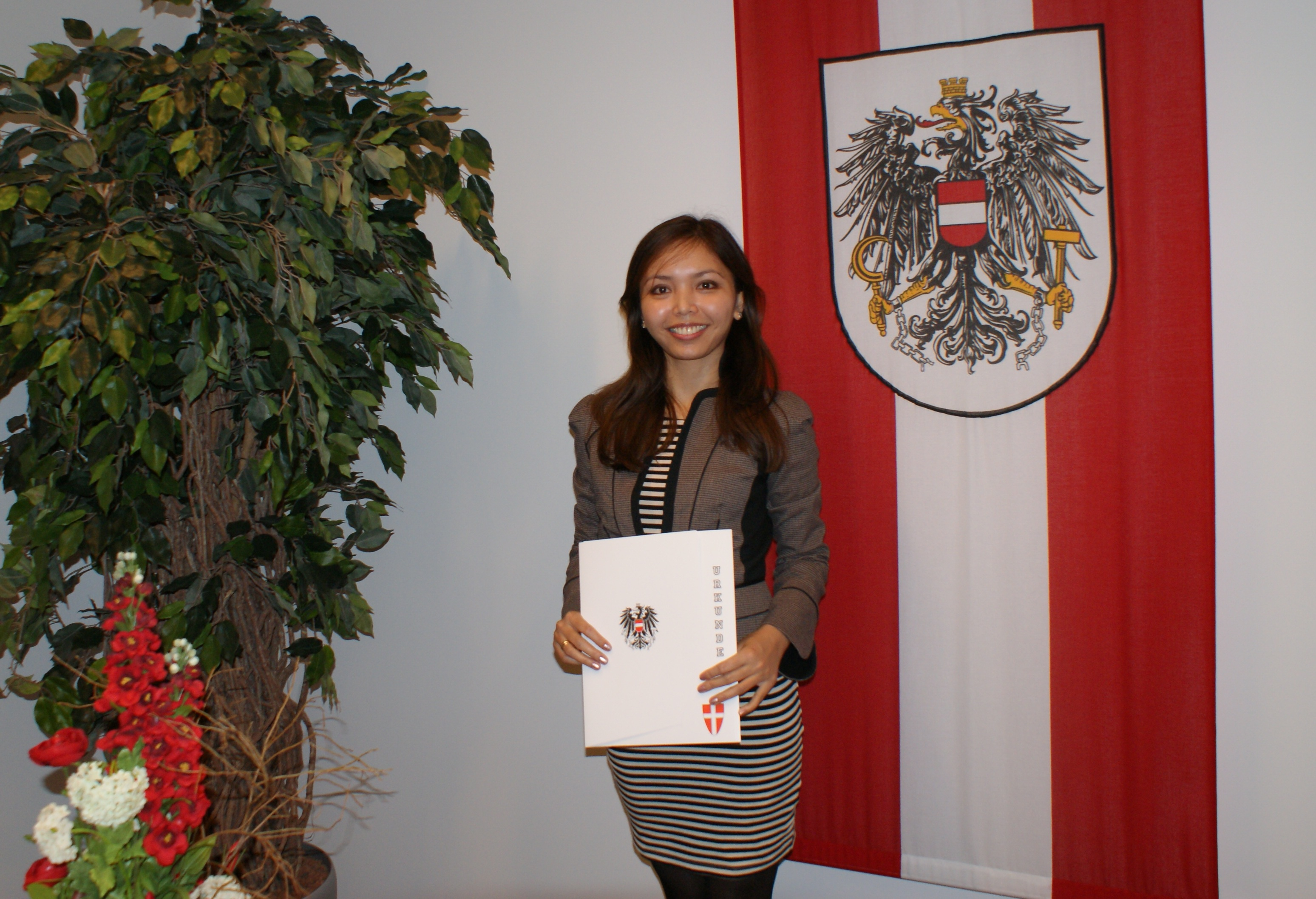
Ceremonia de ciudadanía austríaca en Viena (2013)

La concesión de la ciudadanía debe tener lugar en un ambiente festivo apropiado para la ocasión, que incluye el canto conjunto del himno nacional y la presencia visible de las banderas de la República de Austria, el estado federado correspondiente y la Unión Europea. Normalmente, el extranjero tiene que hacer el siguiente juramento antes de que se le conceda la nacionalidad austríaca:
Juro que seré un ciudadano leal de la República de Austria, que siempre cumpliré concienzudamente sus leyes y que me abstendré de hacer cualquier cosa que pueda dañar los intereses y la reputación de la República, y me comprometo con los valores básicos de un Estado europeo democrático y su sociedad.

## Pérdida de la ciudadanía
La ciudadanía austríaca puede perderse por las siguientes razones:

### Adquisición voluntaria de una nacionalidad extranjera
Un nacional austríaco que adquiera voluntariamente una ciudadanía extranjera, perderá automáticamente la austríaca, a menos que haya obtenido previamente un permiso para conservarla (para más detalles, véase la sección «doble nacionalidad»). Generalmente, los hijos menores de edad y solteros de estas personas también pierden la ciudadanía —siempre que obtengan la nueva nacionalidad de su(s) progenitor(es)—, a menos que el otro padre siga siendo ciudadano austríaco. Si dichos menores de edad tienen más de 14 años, solo perderán la nacionalidad bajo la condición de que hayan dado su consentimiento expreso a la declaración de voluntad de su representante legal o una tercera persona antes de la adquisición de la ciudadanía extranjera.

### Ingreso a un servicio militar extranjero
Un ciudadano austríaco que ingrese voluntariamente al servicio militar de un país extranjero, perderá la nacionalidad austríaca.

### Privación
Puede ser privado de su nacionalidad austríaca:
- Un nacional que esté al servicio de un Estado extranjero si, debido a su comportamiento, daña significativamente los intereses o la reputación de la República de Austria.
- Un individuo que participe activamente en operaciones de combate en el extranjero en el contexto de un conflicto armado, en representación de un grupo armado organizado (a menos que esto lo convierta en apátrida).

Además, los austríacos recién naturalizados que no renuncian a su ciudadanía anterior dentro de los dos años (según se requiera), pierden su ciudadanía austríaca recién adquirida. Si ya pasaron más de seis años desde la adquisición, la privación ya no es admisible.

### Renuncia
Un individuo puede renunciar a su nacionalidad austríaca si:
1. Posee una nacionalidad extranjera;
2. Ningún procedimiento penal o ejecución de una sentencia penal en su contra está pendiente en Austria por un delito punible con más de seis meses de prisión;[nota 10] y
3. No es miembro del Ejército Federal de Austria y, si es de sexo masculino:[nota 10]

- Aun no ha alcanzado la edad de 16 años o ya ha cumplido la edad de 36;
- Ha completado el servicio militar básico o el servicio civil ordinario;
- Ha sido declarado no apto para el servicio militar por la Comisión de Reclutamiento o ha sido declarado permanentemente no apto para cualquier tipo de servicio civil por el oficial médico competente;
- Está excluido de ser reclutado por el Ejército Federal debido a una enfermedad o deficiencia mental; o
- Ha cumplido con sus obligaciones militares o, en su lugar, con la obligación del servicio en otro Estado del cual es nacional y, por lo tanto, está exento del servicio militar o servicio civil regular sobre la base de un acuerdo bilateral o un pacto internacional.

En el caso de un menor de edad pero mayor de 14 años, él y su representante legal deben dar su consentimiento para la renuncia a la ciudadanía.

## Doble nacionalidad
La ley austríaca restringe sustancialmente la doble ciudadanía. En general, solo las siguientes categorías de ciudadanos austríacos pueden poseer una nacionalidad extranjera:
- Los que adquirieron otra nacionalidad —además de la austríaca— al nacer, como los niños nacidos de padres austríacos en otro país que conceda la nacionalidad por nacer en su territorio (ius soli), o los que nacieron con un padre austríaco y otro extranjero, cuyo país de ciudadanía también otorgue la nacionalidad por ius sanguinis.[7]
- Niños adoptados por al menos un nacional austríaco.[6]
- Ciudadanos austríacos naturalizados que no pueden renunciar a su nacionalidad de origen, o cuando la renuncia es irrazonable.[12][24]
- Aquellos que adquirieron la ciudadanía al ser nombrados profesores en una universidad o escuela de arte austríaca.
- Sobrevivientes del Holocausto y sus descendientes.[18]
- Ciudadanos austríacos que se naturalizan en otro país con el permiso obtenido para mantener la ciudadanía austríaca.[24][nota 12] Un ejemplo famoso es el actor y político Arnold Schwarzenegger, quien se naturalizó como ciudadano estadounidense pero recibió un permiso especial para conservar su ciudadanía austríaca.[25]
- Individuos cuya naturalización como ciudadanos austríacos es de interés para la República de Austria, debido a logros extraordinarios ya realizados o esperados.[13] Un ejemplo de esto es el actor Christoph Waltz, nacido en Viena, donde también creció, fue a la escuela, estudió teatro y comenzó a actuar, que tiene la nacionalidad alemana heredada de su padre, aunque su madre es austríaca.[nota 13] Se le otorgó la ciudadanía austríaca en 2010, después de haber ganado un Óscar en marzo como mejor actor de reparto en Inglourious Basterds, de Quentin Tarantino. Sin embargo, la aprobación inmediata de su solicitud de ciudadanía alimentó el debate sobre las políticas de inmigración y ciudadanía de Austria, que fueron consideradas muy sesgadas a favor de la celebridad.[26]

### Polémica sobre la propuesta de ofrecer la doble nacionalidad a italianos de habla alemana y ladina
En diciembre de 2017, Sebastian Kurz, en su momento canciller de Austria, propuso ofrecer la nacionalidad austríaca a los italianos de la provincia del Tirol del Sur que hablaran alemán o ladino —lo que implicaría que tengan la doble ciudadanía italoaustríaca—, ya que muchos de ellos tienen más afinidad con Austria que con Italia. El Gobierno italiano consideró a esta propuesta como un ataque a su soberanía, mientras que muchos conservadores italianos la calificaron de «antiitaliana».

## Ciudadanía de la Unión Europea
Debido a que Austria forma parte de la Unión Europea (UE), los ciudadanos austríacos también son ciudadanos de la misma según el derecho comunitario y, por lo tanto, gozan del derecho a la libre circulación y de la posibilidad de votar en las elecciones al Parlamento Europeo. Cuando se encuentren en un país extracomunitario, en el cual no exista ninguna embajada austríaca, tienen derecho a obtener la protección consular de la embajada de cualquier otro Estado miembro de la UE presente en ese país. También pueden vivir y trabajar en cualquier otro país miembro como resultado del derecho de libre circulación y residencia, otorgado en el artículo 21 del Tratado de Funcionamiento de la Unión Europea.

## Requisitos de visado

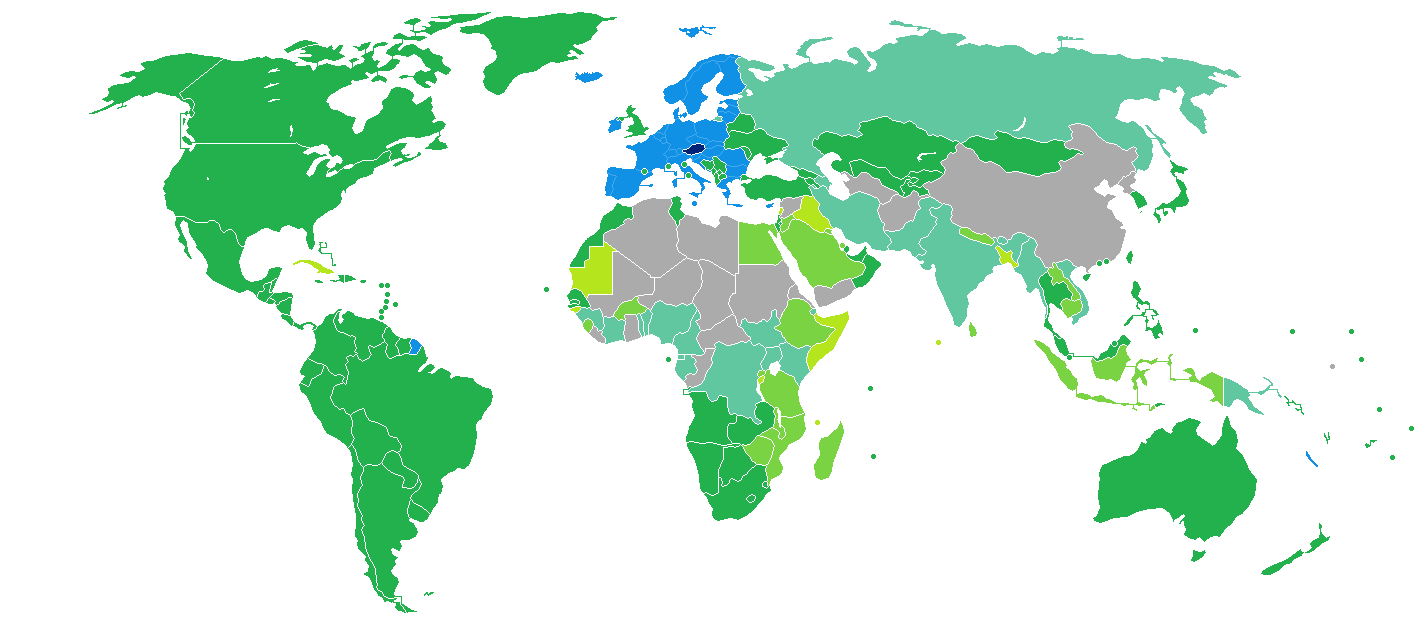
Austria
Libre movimiento
No se requiere visa
Visa a la llegada
Visa electrónica
Visa disponible tanto a la llegada como en línea
Se requiere visa antes de la llegada

Los requisitos de visado para ciudadanos austríacos son las restricciones administrativas de entrada por parte de las autoridades de otros Estados a los ciudadanos de Austria. En 2023, los ciudadanos austríacos tenían acceso sin visado o visa a la llegada a 190 países y territorios, clasificando al pasaporte austríaco en el cuarto lugar del mundo, según el Índice de restricciones de Visa.